# Taiji Furuta
Taiji Furuta (古田 泰士 Furuta Taiji?, nacido el 4 de agosto de 1982 en Nara) es un exfutbolista japonés. Jugaba de guardameta y su último club fue el Tokushima Vortis de Japón.

## Trayectoria

### Clubes
| Club             | País  | Año         |
| ---------------- | ----- | ----------- |
| Tokushima Vortis | Japón | 2005 - 2008 |
| Banditonce Kobe  | Japón | 2006        |